# Богатуров, Алексей Демосфенович
Алексе́й Демосфе́нович Богату́ров (род. 24 мая 1954, Нальчик, Кабардино-Балкарская АССР, РСФСР) — советский и российский политолог, востоковед, специалист по международным отношениям. Кандидат исторических наук, доктор политических наук, профессор, заслуженный деятель науки Российской Федерации (2009), первый проректор МГИМО (2010—2012).

## Квалификация и образование
1971—1976 — факультет международных отношений МГИМО МИД СССР со специализацией по внешней политике Японии.
1979—1982 — аспирантура Института Дальнего Востока АН СССР
16 ноября 1983 года в Институте Дальнего Востока защитил диссертацию на соискание учёной степени кандидата исторических наук по теме «Проблема обеспечения энергосырьевыми ресурсами во внешней политике Японии в 70-80-е годы». (специальность — «История международных отношений»)
17 мая 1996 года в Институте США и Канады защитил диссертацию на соискание учёной степени доктора политических наук по теме «Конфронтация и стабильность в отношениях СССР и России с США в Восточной Азии после второй мировой войны (1945—1995)». (специальность — «Политические проблемы международных систем и глобального развития».)
С 21 января 1999 года — профессор; учёное звание присвоено по кафедре международных отношений и внешней политики России МГИМО.
Иностранные языки — английский, японский, немецкий.

## Научная карьера
С 2004 — заместитель директора Института проблем международной безопасности РАН
2003—2004 — главный научный сотрудник Института мировой экономики и международных отношений РАН;
2000—2003 — заместитель директора Института США и Канады РАН ;
1999—2000 — главный научный сотрудник того же Института;
1996—1999 — эксперт Независимого института социально-исторических проблем (НИСИП) при историческом факультете МГУ им. М. В. Ломоносова;
1993—1996 — заведующий отделом Евразийской политики США Института США и Канады РАН ;
1990—1993 — зав. сектором того же Института;
1988—1990 — старший научный сотрудник того же Института;
1986—1988 — старший научн. сотр. Инст. Дальнего Востока АН СССР;
1977—1986 — стажёр, младший научн. сотр. того же Института;
1976—1977 — старший лаборант МГИМО МИД СССР.

## Научно-педагогическая работа
c 2007 года — проректор МГИМО;
в 2005—2007 — декан факультета политологии МГИМО (У);
в 2006—2007 — заведующий Кафедрой прикладного анализа международных проблем МГИМО; с 2005 — профессор факультета мировой политики МГУ им. М. В. Ломоносова (совместитель);
в 2000—2003 — один из основателей Факультета мировой политики на базе Института США и Канады РАН в рамках Государственного университета гуманитарных наук;
в 1999—2005 — профессор кафедры международных отношений МГИМО МИД РФ (совместитель);
в 1996—1999 профессор и руководитель магистратуры факультета международных отношений МГИМО (У) МИД России
1991—1996 доцент кафедры международных отношений МГИМО (У) МИД России (совместитель)
1989—1991 преподаватель Дипломатической Академии МИД СССР (совместитель).
Уделял внимание подготовке новой смены. Ученики А.Д. Богатурова, защитившие диссертации на соискание к.пол.н.: А.А.Байков, А.А.Сушенцов, Д.М.Темников, Е.В.Евдокимов, А.Л.Шевцов, М.А.Троицкий и др.   

### Исследовательская и преподавательская работа за пределами России
Сентябрь 2003 — июнь 2004 — приглашённый эксперт (Visiting Fellow), Институт Брукингса, США.
Июль — август 1997 — приглашённый профессор (Visiting Professor), Колумбийский университет, США, Школа международных и политических наук, курс «Отношения России с Западом после окончания конфронтации».
Май — июль 1994 — приглашённый профессор (Visiting Associate Professor), Колумбийский университет, США, Школа международных и политических наук, курс по внешней политике России.
Сентябрь 1994 — январь 1995 — приглашённый профессор (Visiting Associate Professor), Принстонский университет, Школа политических и международных исследований им. Вудро Вильсона, курс по международн. отношениям и внешней политике России и стран СНГ
1992 — приглашённый исследователь (Visiting Scholar), Институт Гарримана при Колумбийском Университете, США (стипендия АЙРЕКС’а в области исследований проблем мира и безопасности).

### Работа в негосударственном секторе
1993—1995 — вице-президент НПО «Российский научный фонд».
1995—1999 — директор Центра конвертируемого образования консорциума Московского общественного научного фонда, Фонда Макартуров и Фонда Форда.
1996—1997 — директор по научно-организационным вопросам НПО «Московский общественный научный фонд».
С 2000 — директор НПО «Научно-образовательный форум по международным отношениям».
С 2002 — главный редактор журнала «Международные процессы».

### Политическая журналистика
С 2003 — ведущий колонки мировой политики «Независимой газеты».
1998—2002 — политический обозреватель еженедельной газеты «Век».

### Прочий опыт административной работы и ведомственного консультирования
2001—2003 — член Диссертационного совета ИСК РАН.
2000—2003 — член Учёного совета Института США и Канады РАН.
2000—2003 — член редколлегии журнала «Pro et Contra».
1997—2003 — член Диссертационного совета МГИМО (У) МИД России. 2000—2003 — член редколлегии журнала «США и Канада: экономика, политика, культура».
Сентябрь — декабрь 2000 — член Рабочей группы Государственного Совета РФ по предложениям о системе государственной власти и управления в РФ.
1997—1999 — член Учёного совета МГИМО МИД РФ.
1991—1997 — член редколлегии ежегодника «Япония».
1991—1995 — член Специализированного совета Дипакадемии МИД РФ по защите кандидатских диссертаций.
1990—1991 — член научно-консультативного Совета МИД СССР по Азии и Тихому океану.
1986—1988 — член Учёного Совета Института Дальнего Востока АН СССР.
1986—1988 — председатель Совета молодых учёных Института Дальнего Востока АН СССР.

### Гранты и премии
- 1991 — почётная премия МИД СССР за доклад «Россия возвращается: новая концепция внешней политики России», представленный на открытый конкурс научных разработок МИД СССР (совместно с М. М. Кожокиным и К. В. Плешаковым);
- 1993 — исследовательский грант Института мира (США) по разработке проблем российской идентичности;
- 1996 — ежегодная премия журнала «Международная жизнь» за публикации по вопросам международных отношений в 1994—1995 гг.;
- 2006 — премия имени Е. В. Тарле Российской академии наук за четырёхтомник «Системная история международных отношений. События и документы. 1918—2003» (совместно с З. С. Белоусовой и Т. А. Шаклеиной).

### Общественная деятельность
1998 — член Совета учредителей Российско-японского комитета XXI века.
1994—1997 — член Центрального правления Ассоциации японоведов России.
1985—1990 — член Правления общества «СССР — Япония».

## Основные работы
Научные статьи и аналитическая публицистика см. на сайте http://www.obraforum.ru Архивная копия от 6 июля 2006 на Wayback Machine
- Международные отношения и внешняя политика России. М.: Аспект-пресс, 2017. 480 с.
- Международные отношений в Центральной Азии. События и документы. М.: Аспект-пресс, 2011. 549 с. Твердый переплет.
- Современные глобальные проблемы. М.: Аспект-пресс, 2010. 349 с. Твердый переплет.
- Современная мировая политика. Прикладной анализ. М.: Аспект-пресс. 2009. Второе издание. М.: Аспект-пресс, 2010. 589 с.
- Системная история международных отношений: в 2 томах том 2: События 1945—2003 годов. Издательство: «Культурная революция». Второе издание. Переплет: твердый, год издания: 2007, страниц: 717.
- Великие державы на Тихом океане. История и теория международных отношений в Восточной Азии после Второй мировой войны.1945—1995. М.: Сюита. Переплет: твердый, год издания 1997, страниц: 353.
- Очерки теории и политического анализа международных отношений. В соавт. с Хрусталевым М. А. и Косолаповым Н. А. Издательство НОФМО. Переплет: твердый, год издания: 2002, страниц: 380.
- Ученый-международник. Путь наверх: из Нальчика в Москву. - М.: Русская панорама, 2024. 512 с. Второе изд.
- Прикладной анализ международной политики. Ситуации и конфликты 1992-2021 годы. - М.: Аспект-пресс, 2022. 320 с.
- Международно-политический анализ. - М.: Аспект-пресс, 2017. 205 с.
- Международные отношения и внешняя политика России. - М: Аспект-пресс, 2017. 480 с. 30 п. л. / Рец. на кн. Цыганков А.П., Цыганков П.А. Просвещенное державничество (А.Д.Богатуров и российская теория международных отношений). Полис. 2017. № 4. С. 175-185; Стрежнева М.В. Теория международных отношений в России: от реализма к прагматизму? - МЭ и МО, 2017, № 12.
- Как стать профессиональным международником в России. Описание опыта и письма из почти прожитой жизни. - М.: Русская панорама, 2018. 238 с. Первое изд. / Рец. на кн. см.: П.П.Черкасов. Как стать профессиональным международником в России…. - Новая и новейшая история. 2018, № 4. Июль – август. С. 232-236.